# Lothar Friedrich Mohr von Wald

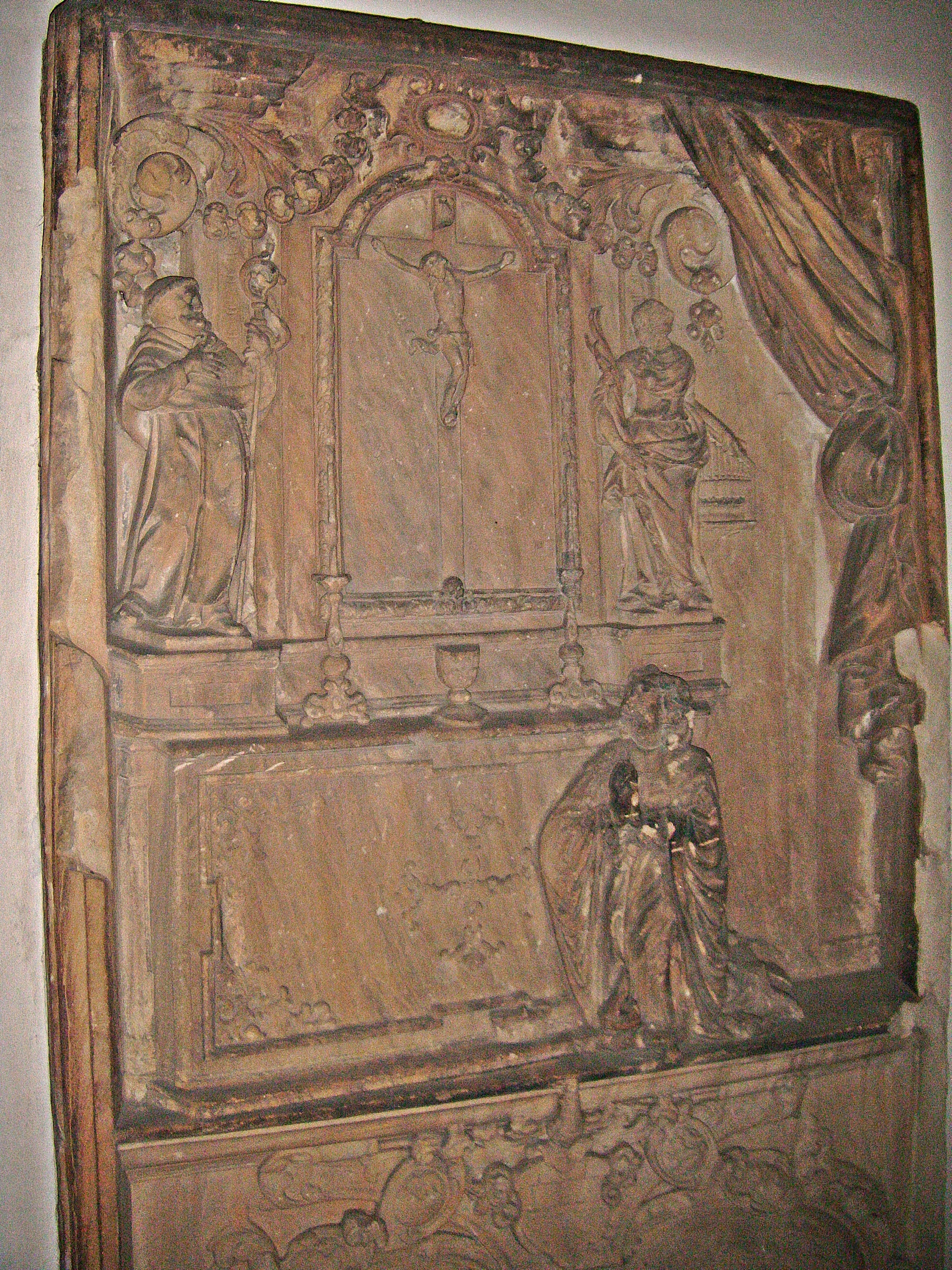
Epitaph im Speyerer Dom

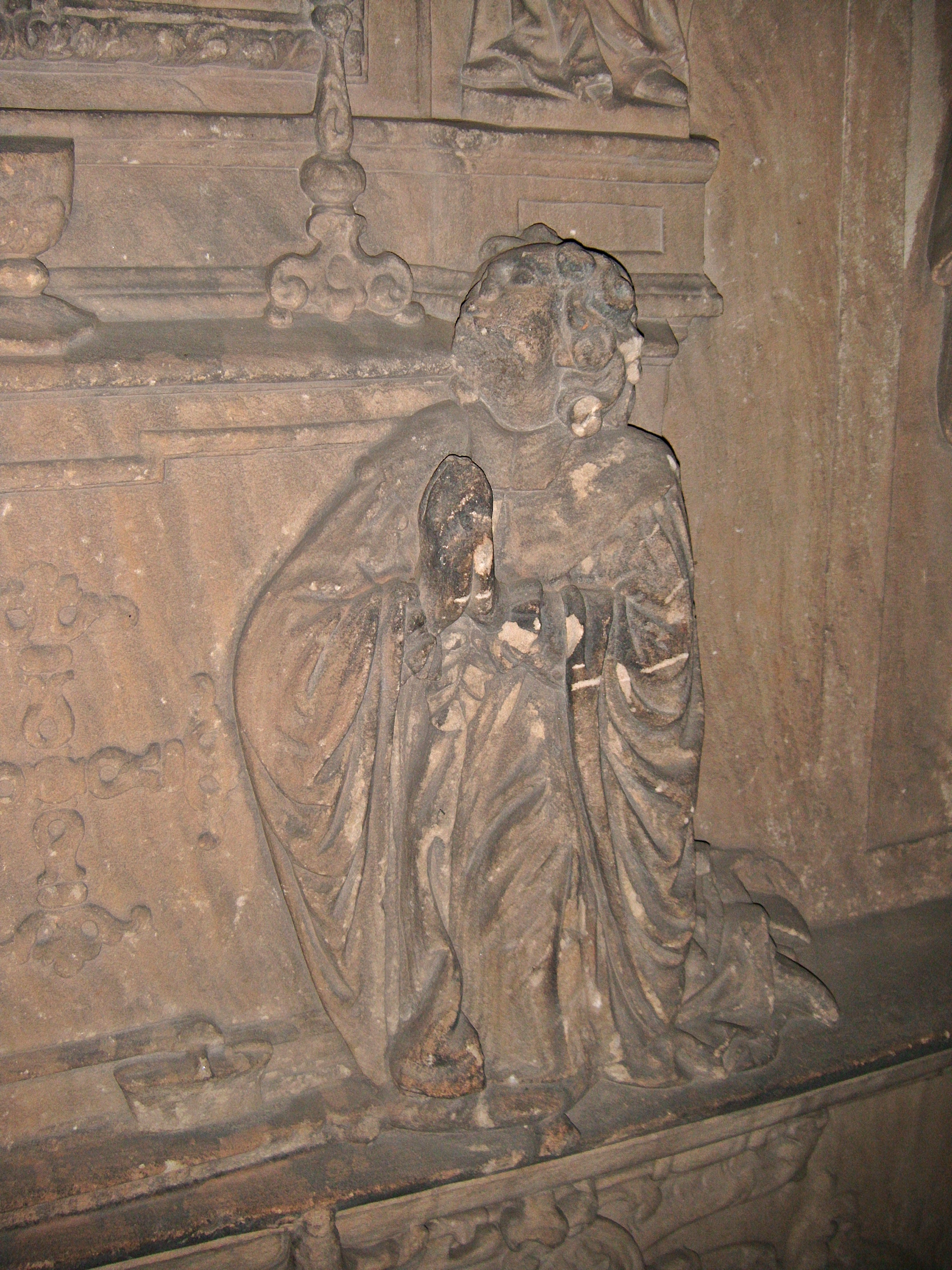
Verstümmelte Figur des Domherrn auf seinem Epitaph

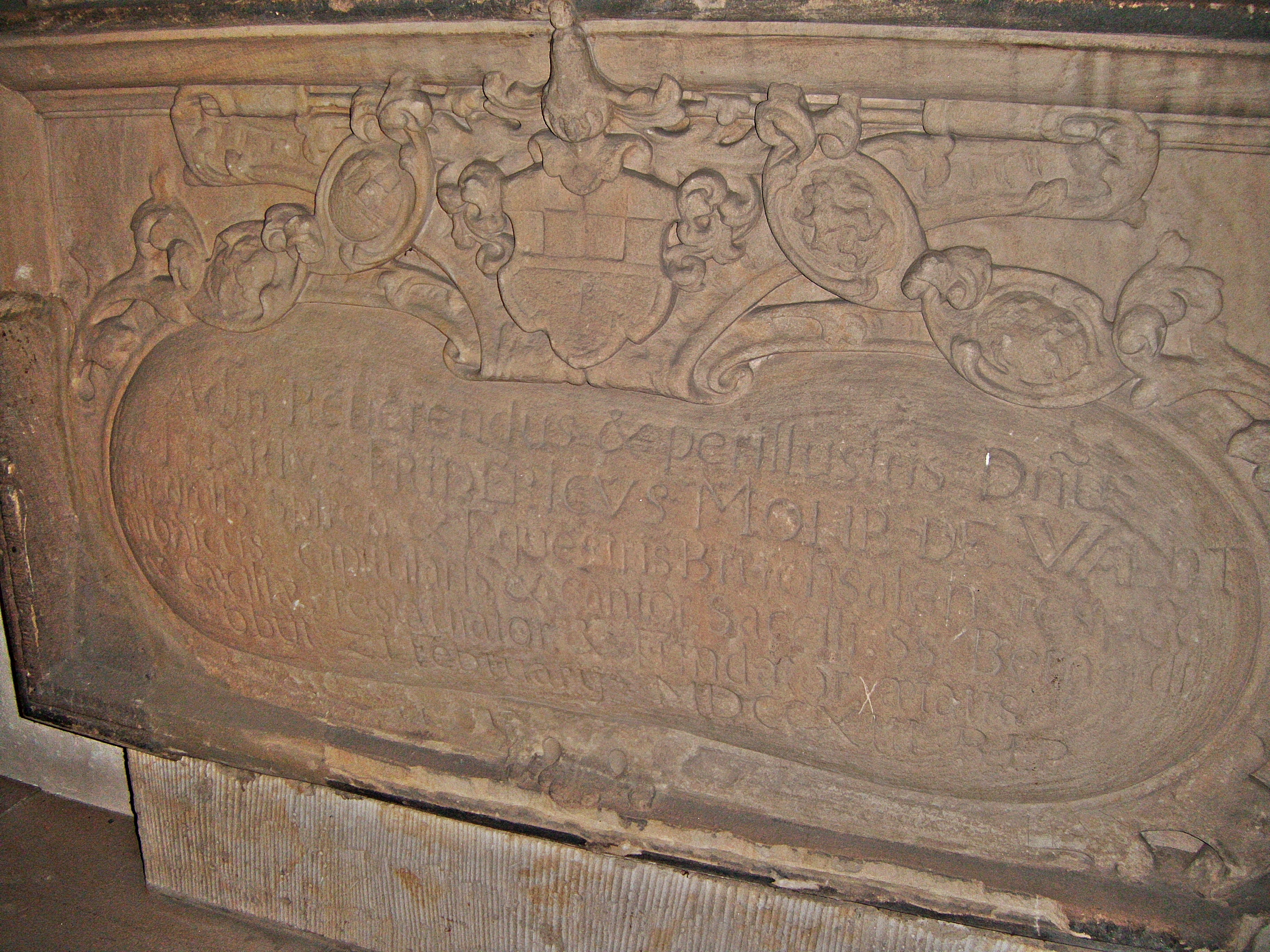
Epitaph, Inschrift mit Familienwappen

Lothar Friedrich Mohr von Wald, öfter auch Mohr von Waldt (* 10. April 1659 in Trier; † 21. Februar 1713 in Speyer) war ein Domherr im Domkapitel Speyer und Kanoniker am Ritterstift Bruchsal, dessen Epitaph sich im Speyerer Dom erhalten hat.

## Leben und Wirken
Lothar Friedrich entstammte dem uradeligen, rheinischen Rittergeschlecht der Mohr von Wald und war der Sohn seines gleichnamigen Vaters und dessen Gattin Sabina Agnes von der Horst. Der Familienzweig war offenbar in Luxemburg ansässig.
In Koblenz absolvierte er seine Studien der Humanität und wählte den geistlichen Beruf. Der Trierer Erzbischof und Speyerer Bischof Johann Hugo von Orsbeck empfahl ihn persönlich ans Collegium Germanicum nach Rom, wo Lothar Friedrich Mohr von Wald 1681–86 Philosophie bzw. Theologie studierte und in den Annalen als „Alumnus von ausgezeichneter Tugend“ sowie als Luxemburger vermerkt ist.
Anschließend erhielt der Kleriker die Priesterweihe. Er wurde Domkapitular und Kantor am Speyerer Dom sowie Kanoniker am Ritterstift Bruchsal. 1689 hatten die Franzosen Speyer niedergebrannt und der Dom verkam zur Ruine. Das Domkapitel flüchtete zunächst nach Heidelberg, dann nach Frankfurt am Main und kehrte als Körperschaft erst 1702 in die Bischofsstadt zurück.
1711 ließ Lothar Friedrich Mohr von Wald, im Rahmen der allmählichen Domrenovierung, die dortige Bernhardskapelle wiederherstellen und stiftete in ihr einen Altar zu Ehren des Hl. Bernhard von Clairvaux (einer der Dompatrone) und der Hl. Cäcilia, Patronin der Kirchenmusik. Er verfügte auch, dass in Verbindung mit diesem Benefizium besonders die Kirchenmusik gepflegt werden solle.

## Tod und Gedenken
Der Domkapitular starb 1713, wurde unter dem ebenfalls aus Luxemburg stammenden Bischof Heinrich Hartard von Rollingen an der äußeren Südmauer der Kathedrale, im früheren Kreuzgangbereich, beigesetzt und erhielt dort ein schönes Epitaph. Dieses zeigt ihn kniend vor dem von ihm gestifteten Altar, welcher von St. Bernhard und St. Cäcilia flankiert wird. Der Grabstein, besonders das Gesicht des Geistlichen, wurde wohl bei der Domplünderung 1794 beschädigt und befindet sich heute eingemauert in der nördlichen Langhauswand des Speyerer Domes (Innenbereich).

## Varia
Johann Oswald Mohr von Wald, der Cousin seines Vaters, wurde 1650 bei Wiesbaum in der Eifel von umherstreunenden Soldaten ermordet. An die Tat erinnert bis heute das historische Sühnekreuz von Wiesbaum. 